# CF Industries
CF Industries est une entreprise américaine de production d'engrais. Elle est créée en 1946, sous une forme coopérative, elle a été démutualisée et mise en bourse en 2005.

## Histoire
En juillet 2015, CF Industries annonce être en discussion pour fusionner avec l'entreprise néerlandaise de produits chimiques OCI. Puis le mois suivant, CF Industries annonce la fusion d'un montant en actions équivalent à 6 milliards de dollars sur les activités américaines et européennes et de distribution d'OCI. À la suite de cette acquisition, l'actionnaire de CF Industries détiendront 72 % du nouvel ensemble. Cette offre exclut les activités en Algérie et en Égypte d'OCI. Elle inclut une reprise de dette de 2 milliards de dollars et un déplacement de son siège social au Royaume-Uni, via une inversion. En mai 2016, CF Industries et OCI annoncent la fin de leur opération de fusion, à la suite du changement de règle fait par le Trésor américain sur la procédure d'inversion.